# 海塚新八 (1847年生の実業家)
海塚 新八（かいづか しんぱち、1847年7月28日〈弘化4年6月17日〉 - 1913年〈大正2年〉12月19日）は、日本の商人、実業家。海老屋店主。海塚紡績所所主。広島銀行専務取締役。広島貯蓄銀行取締役頭取。広島米取引所理事。族籍は広島県平民。

## 経歴
安芸国佐伯郡海老塩浜（のち広島県佐伯郡五日市町、現・広島市佐伯区）に塩田を経営する清水屋新平の二男として生れる。1872年、20歳のときに広島西本川の肥物商（肥料問屋）・海老屋の養子となる。新八は肥物商の傍ら金貸しなども営み海老屋の身代をふとらせていった。
塚本町東側北部に本店を占めて糸物、醤油、味噌、金穀貸付の4商を営み、西地方町に支店を張り質屋業を行う。1899年に広島水力電気取締役、1903年に広島電灯取締役、1911年に広島呉電力取締役に就任する。第百四十六国立銀行の整理、広島銀行、広島貯蓄銀行の設立などにつとめる。
広島綿糸紡績解散後、新八は河原町工場を廃してその機械を小深川工場に移し、個人経営の海塚紡績所として再発足させる。

## 人物
住所は広島市塚本町。

## 家族・親族
海塚家
- 妻・イワ（1853年 - ?、広島、秦正作の長女）[6]
- 長男・新八（1872年 - ?、前名・卯三郎[6]、資産家、広島県多額納税者、広島産業銀行頭取、東洋コルク工業社長）
  - 同妻・ヤエ（1873年 - ?、広島、深田稔の妹）[6]
- 二男・辰次郎（1880年 - ?、海塚紡績所所主[9]）
  - 同妻・ヨシコ（1885年 - ?、広島、二階堂三郎左衛門の二女）[6]
- 娘[6]
- 孫[6]

親戚
- 二男の妻の父・二階堂三郎左衛門（貴族院多額納税者議員）